# Приосколье (Харьковская область)
Приосколье (укр. Приоскілля) — село,
Каменский сельский совет,
Двуречанский район,
Харьковская область, Украина.
Село ликвидировано в ? году.

## Географическое положение
Село Приосколье находится на правом берегу реки Оскол, выше по течению в 3-х км расположено село Каменка, ниже по течению в 5-и км — село Красное Второе (нежилое), на противоположном берегу — село Орловка (нежилое).
Рядом с селом расположен большой лесной массив лес Заливной (дуб).

## История
Село ликвидировано в ? году.